# Jungsturm (Bewegung)
Dieser Artikel wurde auf der Qualitätssicherungsseite der Redaktion Geschichte eingetragen (dort auch Hinweise zur Abarbeitung dieses Wartungsbausteins), weil er noch inhaltliche oder formale Mängel hat. Bitte hilf mit, die genannten Einwände zu klären und etwaige Mängel dieses Artikels zu beseitigen, und beteilige dich bitte an der Diskussion!
Der Jungsturm war ein deutsches Jugendkorps, das 1897 von Leopold von Münchow in Swinemünde gegründet wurde. Es stand unter der Schirmherrschaft von Generalfeldmarschall August von Mackensen und war neben dem Wandervogel der älteste Jugendbund Deutschlands.

## Geschichte
Als Blau-Weiß-Blaue Union wurde der Jungsturm 1897 von dem damals dreizehnjährigen Leo von Münchow in Swinemünde gegründet. Die Union wollte, wie viele andere Jugendgruppen, aus der Großstadt heraus, um sich in freier Natur zu ertüchtigen. Jede Verweichlichung wurde abgelehnt. Während beim Wandervogel die  Romantik, die Freiheit und der Individualismus im Vordergrund standen, war der ein Jahr später gegründete Jungsturm auf die preußischen Tugenden ausgerichtet. Nach der Gründungsidee Münchows sollte das Leben und Idee einzig und allein dem deutschen Volk ohne Unterschied von Partei, Stand und Rang gehören. Die „deutsche Heimat wurde erwandert“, es wurde gezeltet, Gemeinschaftsgefühl wurde vermittelt. 
Nach dem Ersten Weltkrieg änderte sich die Philosophie des Jungsturms. Er pflegte  Verbindungen zum Stahlhelm, Bund der Frontsoldaten und war Mitglied des Jungdeutschland-Bundes. Die hierarchische Gliederung wurde straffer, Wehrerziehung der deutschen Jugend wurde zum Ziel, bei straffer Disziplin, Wehrsport und Freiwilligem Arbeitsdienst. Geländeübungen wurden spielerisch eingebaut. Die Erziehung zum Preußentum stand jedoch weiterhin im Vordergrund. Die Älteren machten Geländeübungen unter Anleitung der Reichswehr.
Da der sog. Friedensvertrag von Versailles die Reichswehr zahlenmäßig auf 100.000 Mann beschränkte, war die Chance auf Annahme von jungen ungedienten Freiwilligen gering. Durch den Jungsturm und seine engen Verbindungen zu hochrangigen Offizieren der Kaiserzeit gelang „verdienten“ Jungstürmern oftmals der Eintritt in die Reichswehr.
Mit 20–30.000 Mitgliedern zählte er zu den größten Jugendverbänden der Weimarer Republik.
Der Jungsturm wurde zwar 1933 mit der Hitlerjugend gleichgeschaltet, ist aber nicht identisch mit dem Jungsturm Adolf Hitler, der unmittelbar der SA unterstand und als deren Jugendabteilung galt.
Die 1907 gegründete Zeitschrift des Deutschen Jugendkorps Der Jungsturm erschien bis 1937.

## Bekannte Mitglieder des Jungsturm
- Hasso von Boehmer, Oberstleutnant im Generalstab
- Wilhelm Grewe, Professor des Völkerrechts und bundesdeutscher Diplomat[3]
- Otto Ernst Remer, Kommandeur des Wachbataillons Großdeutschland und des Führer-Begleit-Bataillons

## Neugründung 1954
1954 wurde in Hannover der Jungsturm e.V. als Nachfolgeorganisation vom Jungsturm-Führer Oberst a. D. Theo Thöne gegründet. Die Deister- und Weserzeitung, Hameln, charakterisierte den Jungsturm e. V. in einem Bericht vom 6. November 1954 wie folgt:

„Die Jugend bis zur Wahlmündigkeit von allen parteipolitischen und religiösen Streitigkeiten fernzuhalten, ist eine der Hauptaufgaben des Jungsturm. Im übrigen wird man sich, wie früher auch, um die Jugendlichen aller Schichten und Kreise bemühen. Sie im Sinne von Leo v. Münchow zu erziehen, dessen Leben und Idee einzig und allein dem deutschen Volk ohne Unterschied von Partei, Stand und Rang gehörten, ist eine weitere Aufgabe, die sich auch der neue Jungsturm stellt. Man weiß, daß es nicht leicht sein wird, die Ideen des Jungsturms an die junge Generation heranzubringen, denn in den Herzen haben die sofort nach dem Kriege einsetzende Propaganda, Verleumdung und Mißachtung das vaterländische Gefühl erkalten lassen. Die alten Jungstürmer wissen, daß sie mit der Restaurierung gewisser Traditionen gar nichts erreichen würden. Sie bemühen sich um zeitgemäßere Formen, die jungen Menschen für ihre Ideen zu gewinnen.“

Der Jungsturm e. V. war dem Deutschen Jugendbund Kyffhäuser angeschlossen und Mitglied im rechtsextremen Kameradschaftsring Nationaler Jugendverbände.